# Bunaeopsis birbiri
Bunaeopsis birbiri är en fjärilsart som beskrevs av Eugène Louis Bouvier 1929. Bunaeopsis birbiri ingår i släktet Bunaeopsis och familjen påfågelsspinnare. Inga underarter finns listade i Catalogue of Life.